# 阿基爾·本·穆罕默德·巴德爾
阿基爾·本·穆罕默德·巴德爾王子（阿拉伯语：‎；1974年—），或稱阿基爾·沙米（Al Shami）、優素福·沙米（Yusuf Shami），是葉門穆塔瓦基利亞王國末代國王穆罕默德·巴德爾與其第四任妻子穆罕默德·沙米（Muhammad al-Shami）的長子。

## 生平
1962年，也門君主制被推翻，成為阿拉伯也门共和国。他出生到父親在1996年逝世前，阿基爾·本·穆罕默德一直是哈米德·丁血統的繼承人，並使用往日也門王儲的頭銜「賽義夫伊斯蘭」（Saif al-Islam；「伊斯蘭之劍」）。
2014年10月28日，王子應胡塞武装组织邀請，在组织叛乱期間首都淪陷後，結束在沙特阿拉伯的流亡生活回到也門萨那，他被引述說：「9月21日革命後，它創造了一個新的現實，並消滅了腐敗勢力治國，我回到我的父親和祖父的土地來了。」